# K-9 (personaje de Looney Tunes)
K-9 es un personaje y es un perro extraterrestre complementario de las famosas caricaturas de Warner Bros - Looney Tunes.

## Descripción
K-9 es un extraño perro marciano, ayudante de Marvin. Su aspecto más sobresaliente es que este perro tiene el pelaje color verde claro, nariz Roja, mientras que la cola es de color verde un poco más oscuro y parece descendiente de E.T También, al igual que Marvin, usa un casco al estilo romano, cuatro tenis propulsivos y falda metálica verde. Otra característica es que este personaje no puede hablar (Excepto en la primera apariciòn con Marvin en 1948), por el contrario, se comunica mediante "telegramas" que él saca instantáneamente de su casco cuando quiere comunicarse con Marvin. Un aspecto de este personaje es su rápido caminar. Su némesis (al igual que muchos otros personajes) es Bugs Bunny, aunque K-9 solamente cumple lo que le manda Marvin hacer para acabar con Bugs.